# 주말부부
주말부부는 2016년에 개봉한 대한민국의 로맨스 영화이다.

## 출연진
- 정현우 : 영훈 역
- 소영 : 미란 역
- 장태산 : 정욱 역
- 안소희 : 숙희 역
- 김진희 : 과장 역
- 조기태 : 대리 역
- 강성민 : 사원 역
- 한채유 : 여사원 1 역
- 예나 : 여사원 2 역
- 희우 : 정욱 여 1 역
- 지수경 : 정욱 여 2 역
- 이혜빈 : 요가선생님 역